# Margareta Grape
Eva Margareta Charlotta Grape (-Lantz), född 13 december 1948 i Övertorneå, är en svensk tjänsteman.
Margareta Grape studerade vid Uppsala universitet och avlade teologi kandidatexamen 1973. Hon började 1973 som internationell sekreterare på Sveriges kristnas ungdomsråd som internationell sekreterare och var därefter 1977-1978 generalsekreterare i Sveriges Ungdomsorganisationers Landsråd. Hon började 1978 på Arbetarrörelsens Internationella Centrum som handläggare och var där chef mellan 1984 och 1994. Grape arbetade därefter vid Stockholms stadshus, först som chef för integrationskansliet och därefter som chef för den internationella avdelningen. Hon var ansvarig för Svenska kyrkans internationella arbete 2003–2011 och blev därefter chef för Kyrkornas världsråds FN-kontor i New York.
Margareta Grape är dotter till biskopen Karl-Gunnar och sjuksköterskan Gunvor Grape. Hon har varit gift med professor Göran Lantz.

## Utmärkelser
- H. M. Konungens medalj av 8:e storleken i Serafimerordens band (2017) för framstående insatser inom svenskt och internationellt kyrkoväsende
- Ärkebiskopens Stefansmedalj 2018